# Lijst van beelden in Venlo
Dit is een volledig chronologische lijst van beelden in de stad Venlo en in de overige gemeentedorpen: Tegelen, Steyl, Belfeld, Blerick, Hout-Blerick, Boekend, Velden, Lomm en Arcen. Deze lijst is niet compleet.
Onder een beeld wordt hier verstaan elk driedimensionaal kunstwerk in de openbare ruimte van de Nederlandse gemeente Venlo, waarbij beeld wordt gebruikt als verzamelbegrip voor sculpturen, standbeelden, installaties, gedenktekens en overige beeldhouwwerken.
Voor een volledig overzicht van de beschikbare afbeeldingen zie: Beelden in Venlo op Wikimedia Commons.
| Geplaatst | Omschrijving                                 | Kunstenaar              | Straat                                                       | Plaats       | Afbeelding                                                                |
| --------- | -------------------------------------------- | ----------------------- | ------------------------------------------------------------ | ------------ | ------------------------------------------------------------------------- |
| 1894      | Sint Jozef                                   |                         | Michaëlstraat / Parkstraat                                   | Steyl        | St.Jozef                                                                  |
|           | Heilig Hartbeeld                             |                         | Zusterstraat 20, Heilig Hartklooster                         | Steyl        |                                                                           |
|           | Heilig Hartbeeld                             |                         | Sint Michaëlstraat 7, Missiehuis St. Michaël                 | Steyl        |                                                                           |
| 1900      | Sint Aloysius                                |                         | Sint Michaëlstraat                                           | Steyl        | St.Aloysius                                                               |
|           | Heilig Hartbeeld                             |                         | Kloosterstraat 19, Slotklooster                              | Steyl        |                                                                           |
|           | Sculptuur                                    |                         | Deken van Oppensingel                                        | Venlo        |                                                                           |
| ca. 1900  | Heilig Hartbeeld                             |                         | Sint Michaëlstraat 7, Missiehuis St. Michaël                 | Steyl        |                                                                           |
| 1904?     | Heilig Hartbeeld                             |                         | Zusterstraat 20, Heilig Hartklooster                         | Steyl        |                                                                           |
| 1921      | Heilig Hartbeeld                             | August Falise           | Keulsepoort                                                  | Venlo        |                                                                           |
| 1922      | Van Rijn-monument                            | Michel de Klerk         | Wilhelminapark                                               | Venlo        |                                                                           |
| 1927      | Reliëf St. Jan                               | Jules Kayser            | Van Cleefstraat/hoek Keullerstraat                           | Venlo        |                                                                           |
| 1928      | De Zaaier: Jezus als Verbum Dei              | Jozef Thissen & zonen   | Veerweg                                                      | Steyl        |                                                                           |
| 1929      | Detail Gemeentespaarbank                     | Jules Kayser            | Prinsenhofstraat                                             | Venlo        |                                                                           |
| 1930      | Heilig Hartbeeld                             |                         | Dorpsstraat, Markt                                           | Velden       |                                                                           |
| 1931      | H. Familie                                   | Charles Vos             | Dr. Poelsplein                                               | Venlo        | Standbeeld van de Heilige Familie (1931) aan het Dr. Poelsplein in Venlo. |
| 1932?     | Mariabeeldje                                 |                         | Sint-Jacobskerk                                              | Venlo        |                                                                           |
| 1933      | Sint Andreas                                 |                         | St. Andreaskerk, Markt                                       | Velden       |                                                                           |
| 1935      | St. Jozef                                    | Jac. Sprenkels          | St. Jozefhof, Jupiterstraat                                  | Venlo        |                                                                           |
| 1938      | Relief Je Maintiendrai                       |                         | Hoofdpostkantoor Keulsepoort                                 | Venlo        |                                                                           |
| 1938      | Relief Goltzius, Mercator, Puteanus          |                         | Hoofdpostkantoor Keulsepoort                                 | Venlo        |                                                                           |
| 1938      | Henri Belletable                             | Piet Verdonk            | Belletablestraat                                             | Venlo        |                                                                           |
| 1940      | Ik zal handhaven                             | Piet Peters             | Raadhuislaan                                                 | Tegelen      |                                                                           |
| 1943      | Heilig Hartbeeld                             | Victor Sprenkels        | Kerkstraat, Industriestraat                                  | Belfeld      |                                                                           |
| 1944      | Sint Jozef                                   |                         | Auxiliatrix                                                  | Venlo        |                                                                           |
| 1944      | Maria                                        |                         | Hoverheideweg                                                | Belfeld      |                                                                           |
| 1948      | Maria-gelofte beeld                          | Charles Vos             | Raadhuisplantsoen                                            | Tegelen      |                                                                           |
| 1949      | Onze Lieve Vrouw van Banneux                 | Piet Killaars           | Bergstraat, Zandstraat                                       | Tegelen      |                                                                           |
| 1950      | Sint Petrus                                  | Piet Peters             | Industriestraat                                              | Tegelen      |                                                                           |
| 1951      | Oorlogsmonument                              | Alexander Kropholler    | Voorm. Raadhuis, Raadhuisplein                               | Arcen        |                                                                           |
| 1953      | Indië Monument                               | Hub Hendriks            | Irenelaan, Burg. Harbersplantsoen                            | Belfeld      |                                                                           |
| 1953      | Schinkemenke                                 | Jac van Rhijn           | Kwartelenmarkt                                               | Venlo        |                                                                           |
| 1953      | Mgr. Nolens                                  | Charles Vos             | Park Mrg. Nolensplein                                        | Venlo        |                                                                           |
| 1954      | Maria                                        | W. Friessen             | Gasthuiskampstraat                                           | Venlo        |                                                                           |
| 1954-1955 | Sint Joseph met het kind Jezus               | Hub Hendriks            | Trappistenweg                                                | Tegelen      |                                                                           |
| 1954      | Heilig Hartbeeld                             | Hub Hendriks            | Trappistenklooster (abdijkerk buitenmuur), Abdij Ulingsheide | Tegelen      |                                                                           |
| 1955      | Monument voor de Gevallenen                  | Piet Killaars           | Raadhuisplantsoen                                            | Tegelen      |                                                                           |
| 1957      | St. Joris                                    | Jac van Rhijn           | Gasthuisstraat, St. Joriskerk                                | Venlo        |                                                                           |
| 1959      | Denkend kind                                 | Jac Schrage             | Valuascollege, Craneveldstraat                               | Venlo        |                                                                           |
| 1961      | Leraar en leerling                           | Jos Pirkner             | VSO de Velddijk, Bergstraat                                  | Tegelen      |                                                                           |
| 1961      | Kinderen                                     | Louis Smeets            | Burg. Houbenstraat                                           | Venlo        |                                                                           |
| 1962      | Fontein                                      | Willem Berkhemer        | Koninginneplein                                              | Venlo        |                                                                           |
| 1962      | Meisjes                                      | Jac Schrage             | Molenbossen                                                  | Blerick      |                                                                           |
| 1962-1963 | Sint Willibrordus                            | Daan Wildschut          | Voorgevel Martinushof, Raadhuisstraat                        | Tegelen      |                                                                           |
| 1963      | Het bouwende gezin                           | Dries Engelen           | Paul Guillaumestraat                                         | Tegelen      |                                                                           |
| 1963      | De Gieter                                    | Wim van Hoorn           | Hoogstraat                                                   | Tegelen      |                                                                           |
| 1963      | Lezende meisjes                              | Willy van der Putt      | Julianapark                                                  | Venlo        |                                                                           |
| 1963      | Zittende vrouw                               | Willy van der Putt      | Julianpark                                                   | Venlo        |                                                                           |
| 1964      | Moeder en kind                               | Frans Peeters           | Binnentuin ziekenhuis Vie Curie                              | Venlo        |                                                                           |
| 1964      | Kind met vogel                               | Jac Schrage             | VSO Impuls, Lingsterhofweg                                   | Tegelen      |                                                                           |
| 1964-1992 | De barmhartige Samaritaan                    | Han Wezelaar            | Auxiliatrixpark                                              | Venlo        |                                                                           |
| 1965      | Reizigers                                    | Piet Killaars           | NS Station                                                   | Venlo        |                                                                           |
| 1965      | Pottenbakker                                 | Jac Bongaerts           | Gevel, Schoolstraat - Jac Bongaertsstraat                    | Tegelen      |                                                                           |
| 1968      | Spelende kinderen                            | Thomas Rodr             | Straelseweg                                                  | Venlo        |                                                                           |
| 1968      | Bevrijdingsmonument                          | Peter Roovers           | Mgr. Boermansstraat                                          | Venlo        |                                                                           |
| 1969      | De ontmoeting                                | Henk Wildenberg         | Roerdompstraat                                               | Venlo        |                                                                           |
| 1970      | Koningin Wilhelmina                          | Dries Engelen           | Schoolstraat, Kerkstraat                                     | Tegelen      |                                                                           |
| 1971      | St. Michael                                  | D. Frères               | Straelseweg                                                  | Venlo        |                                                                           |
| 1971      | Knoop                                        | Shinkichi Tajiri        | Museum van Bommel van Dam, Deken van Oppensingel             | Venlo        |                                                                           |
| 1972      | Land, water en vuur                          | Nic Jonk                | Auxiliatrixpark                                              | Venlo        |                                                                           |
| 1972      | Beatle Hypnose                               | Cees van den Bergh      | Burg. Gommansstraat                                          | Blerick      |                                                                           |
| 1973      | Constructie                                  | Lon Pennock             | Waterhoenstraat                                              | Venlo        |                                                                           |
| 1973      | Palen                                        | Piet Schoenmakers       | Alb. Cuypstraat                                              | Venlo        |                                                                           |
| 1974      | Reliëf                                       | Thomas Rodr             | Alb. Thijmstraat                                             | Blerick      |                                                                           |
| 1974      | Schepen                                      | Thomas Rodr             | Keulsepoort                                                  | Venlo        |                                                                           |
| 1975      | Ook wij komen er wel                         | Har Cremers             | Auxiliatrix                                                  | Venlo        |                                                                           |
| 1976      | Communicatie                                 | Thomas Rodr             | Océ, St. Urbanusweg                                          | Venlo        |                                                                           |
| 1977      | Het menselijk streven naar hogere waarden    | Jac Schrage             | Binnentuin ziekenhuis Vie Curie                              | Venlo        |                                                                           |
| 1977      | Het cultureel streven naar hogere waarden    | Jac Schrage             | Bibliotheek, Begijnengang                                    | Venlo        |                                                                           |
| 1977      | Joes en Petatte Nelke                        | Mathieu Knippenbergh    | Wilhelminaplein                                              | Tegelen      |                                                                           |
| 1977      | Horstgraaf                                   |                         | Auxiliatrixpark                                              | Venlo        |                                                                           |
| 1977-1978 | Drie verticalen                              | Frans Gast              | Julianapark                                                  | Venlo        |                                                                           |
| 1978      | Margotje                                     | Truus Coumans           | Groenveldsingel                                              | Venlo        |                                                                           |
| 1978      | Bijlslag, gewonde ziel                       | Cor van Noorden         | Julianapark                                                  | Venlo        |                                                                           |
| 1978      | Staand figuur                                | Fons Schobbers          | Peperstraat                                                  | Venlo        |                                                                           |
| 1979-1981 | Schrijdende danseres met tamboerijn          | Fioen Blaisse           | Schaapsdijkweg                                               | Venlo        |                                                                           |
| 1979      | Plastiek                                     | Joep Coppens            | Vijverhofstraat                                              | Venlo        |                                                                           |
| 1979      | Land en water                                | Nic Jonk                | Auxiliatrixpark                                              | Venlo        |                                                                           |
| 1979      | Oorlogsmonument                              | Wim Rijvers             | Crematorium, Grote Blerickse Bergenweg                       | Blerick      |                                                                           |
| 1979      | Oorlogsmonument                              | Wim Rijvers             | Antoniusplein                                                | Blerick      |                                                                           |
| 1980      | Vrouw met kruik                              | Thomas Rodr             | Parade                                                       | Venlo        |                                                                           |
| 1980      | Koe met vallend melkmeisje                   | Nicolas van Ronkenstein | Markt                                                        | Velden       |                                                                           |
| 1980      | The Gate                                     | Fons Schobbers          | Eindhovenseweg                                               | Blerick      |                                                                           |
| 1980      | Jongen met eend                              | Han Wezelaar            | Parade                                                       | Venlo        |                                                                           |
| 1981      | Drie generaties                              | Guus Hellegers          | Agnes Huynstraat                                             | Venlo        |                                                                           |
| 1981      | Bouwers                                      | Nicolas van Ronkenstein | Woningstichting Antares                                      | Tegelen      |                                                                           |
| 1982      | Expansie                                     | Har Cremers             | Helbeek                                                      | Venlo        |                                                                           |
| 1982      | Toon Schrijnen                               | Har Cremers             | Drie Decembersingel                                          | Blerick      |                                                                           |
| 1982      | Just married                                 | Pépé Grégoire           | Frederik van Eedenstraat                                     | Blerick      |                                                                           |
| 1982      | Palmhöltje                                   | Wim Rijvers             | Vleesstraat                                                  | Venlo        |                                                                           |
| 1982      | Siberia                                      | Arthur Spronken         | Scholtis Coopmansstraat (Tuindorp)                           | Blerick      | Siberia                                                                   |
| 1983      | St. Maarten                                  | Suzanne Nicolas-Nijs    | Ziekenhuis Vie Curie                                         | Venlo        |                                                                           |
| 1983      | De veiling (1908-1990)                       | J. Utens                | Regentessestraat-Sloterbeekstraat                            | Venlo        |                                                                           |
| 1984      | Apotheose                                    | Hans Reijnders          | De Maaspoort, Oude Markt                                     | Venlo        |                                                                           |
| 1984      | Ammon                                        | Hans Reijnders          | Kloosterstraat                                               | Blerick      |                                                                           |
| 1984      | Fontein                                      | Piet Slegers            | Ziekenhuis Vie Curie                                         | Venlo        |                                                                           |
| 1985      | Sculptuur en omgeving                        | Martin van Opdorp       | Drie Decembersingel                                          | Blerick      |                                                                           |
| 1985      | De wachter                                   | Hans Reijnders          | Begijnengang                                                 | Venlo        |                                                                           |
| 1985      | Ianus                                        | Hans Reijnders          | Emmastraat                                                   | Venlo        |                                                                           |
| 1985      | Orpheus                                      | Fons Bemelmans          | Oude Markt                                                   | Venlo        |                                                                           |
| 1986      | Fontein raadhuis                             |                         | voor Raadhuis                                                | Tegelen      |                                                                           |
| 1986      | Jocushaan                                    | Hay Mansvelders         | Markt                                                        | Venlo        |                                                                           |
| 1986      | Urge                                         | Fons Schobbers          | De Maaspoort, Oude Markt                                     | Venlo        |                                                                           |
| 1986      | Winkelende vrouw                             | Har Cremers             | Kerkstraat                                                   | Tegelen      |                                                                           |
| 1987      | Landschapsscherm                             | Gerard Engels           | Burg. Bergerpark                                             | Venlo        |                                                                           |
| 1987      | Baer de Woers                                | Hay Mansvelders         | Jodenstraat                                                  | Venlo        |                                                                           |
| 1987      | Marokko                                      | Hay Mansvelders         | Jodenstraat                                                  | Venlo        |                                                                           |
| 1987      | Plastiek                                     | Jef Wishaupt            | Crematorium, Grote Blerickse Bergenweg                       | Blerick      |                                                                           |
| 1988      | Pinda Wullem                                 | Hay Mansvelders         | Grote Beekstraat                                             | Venlo        |                                                                           |
| 1988      | De nieuwe horizon                            | Thomas Rodr             | Océ, St. Urbanusweg                                          | Venlo        |                                                                           |
| 1988      | Schaduw                                      | Pépé Grégoire           | Auxiliatrixpark                                              | Venlo        |                                                                           |
| ca. 1989  | Fontein Beerendonck                          |                         | Goltziusstraat                                               | Venlo        |                                                                           |
| 1989      | Stepstones                                   | Jessica Dekkers         | Auxiliatrixpark                                              | Venlo        |                                                                           |
| 1989      | De ontmoeting in de maatschappij             | Wim Rijvers             | Groenveldsingel                                              | Venlo        |                                                                           |
| 1991      | Fontein                                      | Jos Hermans             | Fontys, Hulsterweg                                           | Venlo        |                                                                           |
| 1992      | Vijverproject                                | Joep Derkx              | Deken van Oppensingel                                        | Venlo        |                                                                           |
| 1992      | Kleurpotloden                                | Hay Manvelders          | Basisschool de Springbeek                                    | Hout-Blerick |                                                                           |
| 1992      | Lezend meisje                                | Thomas Rodr             | Antoniuslaan                                                 | Blerick      |                                                                           |
| 1992      | De muze                                      | Han van Wetering        | Julianapark                                                  | Venlo        |                                                                           |
| 1993      | Fonteinbeeld                                 | Math van Kampen         | Kasteel de Holtmuhle, Kasteellaan                            | Tegelen      |                                                                           |
| 1993      | Ontvangende en gevende handen                | Jos Oehlen              | Centrum                                                      | Tegelen      |                                                                           |
| 1993      | Sint Rochus                                  | Jac Bongaerts           | Veerweg, (Patersmoër)                                        | Steyl        |                                                                           |
| 1994      | Ruiterbeeldje op hol                         | Dolf Wong Lun Hing      | Auxiliatrixweg                                               | Venlo        |                                                                           |
| 1994      | Sprookjesitems                               | Hans Reijnders          | Bibliotheek Begijnengang                                     | Venlo        |                                                                           |
| 1994      | Beeld van marmer                             | John Torres             | Auxiliatrixpark                                              | Venlo        |                                                                           |
| 1994      | Sisters                                      | John Torres             | Auxiliatrixpark                                              | Venlo        |                                                                           |
| 1996      | Banque de Versailles                         | Gertie Janssen          | Auxiliatrixpark                                              | Venlo        |                                                                           |
| 1996      | Maria Auxiliatrix                            | Omer Gielliet           | Auxiliatrixpark                                              | Venlo        |                                                                           |
| 1997      | Zoek de stilte die bezielt                   | Ger Janssen             | Nieuwstraat-Keizerstraat                                     | Venlo        |                                                                           |
| 1998      | Zorg                                         | Sjer Jacobs             | Auxiliatrixpark                                              | Venlo        |                                                                           |
| 1998      | Bestevader (Wiel Aerts)                      | Hay Mansvelders         | Kloosterstraat                                               | Blerick      |                                                                           |
| 1998      | De Mens in de industriële ontwikkeling       | Sjer Jacobs             | Riviersingel                                                 | Tegelen      |                                                                           |
| 1998-1999 | Mon Seigneur                                 | Sjer Jacobs             | Wilhelminaplein                                              | Tegelen      |                                                                           |
| 1999      | Valuas en Guntrud                            | Hay Mansvelders         | Deken van Oppensingel - Keulsepoort                          | Venlo        |                                                                           |
| 2000      | Zweeftocht                                   | Vera de Haas            | Auxiliatrixpark                                              | Venlo        |                                                                           |
| 2001      | Merijntje Gijzen, Un leavende legende        | Rob Beckers             | Plein bij de Wieën                                           | Blerick      |                                                                           |
| 2001      | Uilen                                        | Vera de Haas            | Auxiliatrixpark                                              | Venlo        |                                                                           |
| 2001      | Circle of inluence                           | Ruud Simons             | H. Hartrotonde, Straelseweg                                  | Venlo        |                                                                           |
| 2002      | Familie                                      | Sjer Jacobs             | Past. Stassenstraat, Baarlosestraat, Molenbossen (rotonde)   | Blerick      |                                                                           |
| 2002      | Stairways to heaven                          | Monique Bruls           | Auxiliatrixpark                                              | Venlo        |                                                                           |
| 2003      | Verborgen verlangens                         | Sjaak Smetsers          | Auxiliatrixpark                                              | Venlo        |                                                                           |
| 2003      | Nolles Tromdrager 1878                       |                         | Raadhuislaan                                                 | Tegelen      |                                                                           |
| 2004      | De drie vrouwen                              | Ineke van Dijk          | Auxiliatrixpark                                              | Venlo        |                                                                           |
| 2004      | 11 x 11 joar Sjteyler Kaetelgerich 1883-2004 | Jacques Janssen         | Veerweg                                                      | Steyl        |                                                                           |
| 2004      | St. Jacobsladder                             | Tineke Vermeer          | Auxiliatrixpark                                              | Venlo        |                                                                           |
| 2004      | De drie vrouwen                              | Ineke van Dijk          | Auxiliatrixpark                                              | Venlo        |                                                                           |
| 2004      | Jan Klaassens                                | JeanMarianne Bremers    | Stadion De Koel, Kaldenkerkerweg                             | Venlo        |                                                                           |
| 2004      | Nachtegaaltje ready for take off             | Martien Hendriks        | Océ, Hakkestraat                                             | Venlo        |                                                                           |
| 2005      | Wereldvredesvlam                             |                         | Achter Limburgs Museum                                       | Venlo        |                                                                           |
| 2005      | Vlemmerd                                     | Ger Janssen             |                                                              | Venlo        |                                                                           |
| 2005      | V.V. de Wien                                 | Aschwin Breur           | Maagdenberg                                                  | Venlo        |                                                                           |
| 2006      | Agnes Huijn                                  | Jozefien Koeleman       | Agnes Huijnplein                                             | Venlo        |                                                                           |
| 2006      | Visfontein                                   | Ger Janssen             | Julianapark                                                  | Venlo        |                                                                           |
| 2007      | Gekke Moandaag Fontein (Bierfontein)         | Mieke Knaapen           | Markt                                                        | Velden       |                                                                           |
| 2007      | Frans Wolters                                | JeanMarianne Bremers    | 't Raodhoës, Baarlosestraat                                  | Blerick      |                                                                           |
| 2007      | Stadswachters                                | Shinkichi Tajiri        | Stadsbrug (Eindhovenseweg)                                   | Venlo        |                                                                           |
| 2007      | Fontein                                      |                         | Dominicanenplein                                             | Venlo        |                                                                           |
| 2007      | Knoop                                        | Shinkichi Tajiri        | College Den Hulster, Hagerhofweg                             | Venlo        |                                                                           |
| v.a. 2008 | Köpkes                                       | Ger Janssen             | Keizerstraat                                                 | Venlo        |                                                                           |
| 2010      | Alles in beweging                            | Ruud van der Beele      | Lingsforterweg/N271                                          | Arcen        |                                                                           |
| 2010      | Seacon                                       | Hans Reijnders          | Columbusweg                                                  | Trade Port   |                                                                           |
| 2010      | Links en Rechts                              | Adri Verhoeven          | Julianapark                                                  | Venlo        |                                                                           |
| 2010      | Moeraskwaakers                               | Joop van den Heuvel     | Straelseweg (Bantuin)                                        | 't Ven       |                                                                           |
| 2010      | Trienke                                      | Mieke Knaapen           | Markt                                                        | Velden       |                                                                           |
| 2011      | Drie Kroonen                                 | Nicolas Dings           | Venloseweg                                                   | Tegelen      |                                                                           |
| 2011      | Zinnebeelden                                 | Dorothé Jehoel          | De Munt                                                      | Tegelen      |                                                                           |
| 2011      | Filmset Venlo                                | Jeroen Doorenweerd      | Noordervaartlaan                                             | 't Ven       |                                                                           |
| 2011/2012 | Confettimeisje/Gertruid Bolwater             | Ineke Kaagman           | Bolwaterstraat                                               | Venlo        |                                                                           |
| 2012      | Loverboys                                    | Nicolas Dings           | keramiekcetrum de Tiendschuur                                | Tegelen      |                                                                           |
| 2012      | Keiharde stilte                              | Adri Verhoeven          | Julianapark                                                  | Venlo        |                                                                           |
| 2012      | Ammon                                        | Hans Reijnders          | Vastenavondkampstraat                                        | Blerick      |                                                                           |
| 2013      | Vreedzame Krijger                            | Rik Van Rijswick        | Kop van de Weerd                                             | Venlo        |                                                                           |
| 2013      | Die 2 Brüder                                 | Arno Coenen             | Rotonde Goltziusstraat                                       | Venlo        |                                                                           |
| 2014      | Bewindsdaad uit de hemel/Engel van Venlo     | Hartmut Wilkening       | Stadhuis van Venlo                                           | Venlo        |                                                                           |
| 2015      | Deportatiemonument 1944                      |                         | Stationsplein                                                | Venlo        |                                                                           |
| 2016      | Terpsichore                                  | Elisabet Stienstra      | Rotonde Nolensplein                                          | Venlo        |                                                                           |